# Phospholipidtranslokatoren
Phospholipidtranslokatoren, auch als Flippasen oder Phospholipid-Flippasen genannt, sind spezielle, von ATP abhängige Transportproteine, die sowohl in der Plasmamembran als auch der Membran des glatten Endoplasmatischen Reticulum und des Golgi-Apparats von Eukaryoten vorkommen. Es sind 14 menschliche Isoformen bekannt.
Ihre Aufgabe ist der Transport verschiedener Phospholipide von einer Seite der Membran auf die andere. Dieser Transport ist notwendig, da die verschiedenen Phospholipide im Cytoplasma gebildet werden. Ein gleichmäßiges Wachstum der Lipiddoppelschicht der Organellen wird damit nur erreicht, wenn sie auch auf die andere Seite transportiert werden. Dabei müssen die Lipide mit ihrer polaren Kopfgruppe das hydrophobe Membraninnere durchwandern. Dieser Transport erfolgt durch membranständige Transportproteine, die Flippasen. Der Vorgang an sich wird mit Flipflop bezeichnet.
Dabei unterscheidet man zwischen drei verschiedenen Enzymklassen:
- Flippasen (ATPase vom P-Typ): verschieben vor allem Aminophospholipide (PE und PS) von der extrazellulären zur cytosolischen Schicht.
- Floppasen (ABC-Transporter): befördert Phospholipide von der cytosolischen zur extrazellulären Schicht.
- Scramblase: befördert Lipide ATP-unabhängig in beide Richtungen, bis ein Gleichgewicht hergestellt ist.[3]